# Kościół św. Michała Archanioła w Gołaszynie
Kościół świętego Michała Archanioła w Gołaszynie – rzymskokatolicki kościół filialny i cmentarny należący do parafii Najświętszego Serca Jezusa w Bojanowie (dekanat rawicki archidiecezji poznańskiej).
Już w XIV wieku w tym miejscu została wzniesiona świątynia. W 1401 roku funkcję proboszcza pełnił pleban Bogusław. W 1542 Bojanowscy przekazali świątynię luteranom. Pierwszym pastorem był Daniel Rahard, a ostatnim Theophilus Petiecus, który na mocy wyroku trybunału Piotrkowskiego-Koronnego musiał zwrócić kościół katolikom w 1631 roku. W 1677 roku wzmiankowana jest świątynia murowana, wybudowana z kamieni, częściowo drewniana. Restaurowana była w 1825 roku, następnie w 1862 roku. Kościół należy do najstarszych budowli na terenie gminy Bojanowo. Przez wieki spełniał funkcję katolickiej świątyni parafialnej – do 1945 roku, kiedy to został przejęty po ewangelikach kościół znajdujący się nieopodal rynku w Bojanowie. Świątynia jest murowana, wzniesiona z cegły, kamieni polnych i otynkowana. Zakrystia nakryta jest sklepieniem krzyżowym. Podobnie jak większość świątyń także i ta jest orientowana. Na szczycie kruchty jest umieszczony kuty krzyż z datą 1677, natomiast w ołtarzu z połowy XIX wieku znajduje się malowany na blasze obraz św. Mikołaja. Po zakończeniu II wojny światowej do świątyni w Bojanowie zostały przeniesione dwa ołtarze – wczesnobarokowy z ok. 1640 roku z obrazem Matki Boskiej z Dzieciątkiem oraz barokowy z I poł. XVIII wieku z obrazem Michała Archanioła.